# Medicinal Chemistry Research
Il Medicinal Chemistry Research è una rivista scientifica sottoposta a revisione paritaria di chimica farmaceutica, che si concentra sulla scoperta di nuovi farmaci e sulle relazioni struttura-attività e i meccanismi d'azione dei composti biologicamente attivi. È stata fondata nel 1991 da Alfred Burger (Università della Virginia), che ha dato vita anche al Journal of Medicinal Chemistry. Attualmente la rivista è diretta da Longqin Hu.

## Indicizzazione
Gli abstract e gli articoli sono indicizzati dai seguenti database bibliografici:
- BIOSIS
- CAB Abstracts
- Chimica
- EMBASE
- Science Citation Index Expanded
- Scopus
- Veterinary Science Database